# La Guerre de demain
La Guerre de demain est une série littéraire d'anticipation militaire composée de quatre romans. Les trois premiers volumes sont l’œuvre du militaire et écrivain français Capitaine Danrit, tandis que le quatrième volume est coécrit avec l'écrivain P. de Pardiellan. Publiés entre 1888 et 1896, la série raconte dans un futur proche une guerre opposant la France et l'Allemagne.

## Histoire éditoriale
Le Capitaine Danrit publie ses premières œuvres chez Arthème Fayard. Celui-ci étant d'ailleurs assez proche du général Boulanger et de son mouvement, il est probable que l'écrivain ait été en contact avec l'éditeur à l'époque où il était l'officier d'ordonnance du ministre de la Guerre.
La publication du premier volume de La Guerre de demain, présenté comme une œuvre hautement patriotique notamment avec son sous-titre Grand récit patriotique et militaire, est l'objet d'une vaste campagne publicitaire des éditions Fayard. L'ouvrage, publié en livraisons par Fayard à partir de décembre 1888, connaît un véritable succès et vaut à l'auteur une notoriété immédiate, néanmoins, Émile Driant et son illustrateur, Paul de Sémant, connaissent rapidement un différend avec leur éditeur. Après la publication du second volume en 1892, puis du troisième en 1893, l'écrivain stoppe sa collaboration avec Fayard et s'engage chez Ernest Flammarion.
Lors de la réédition complète en 1893 de La Guerre de demain, la première partie, initialement intitulée La Guerre des forts, est renommée La Guerre de forteresse.
L'année suivante, Ernest Flammarion réédite un extrait de ce volume sous le titre La Bataille de Neufchâteau.
Enfin, le Capitaine Danrit publie en 1896 un quatrième volume, écrit en collaboration avec P. de Pardiellan, afin d'offrir aux lecteurs le point de vue allemand. Il paraît pour la première fois en feuilleton dans la revue La Science française du 1er février au 17 juillet 1896 sous le titre Les aventures  du lieutenant von Piefke, journal d'un officier allemand pendant la guerre de demain avec des illustrations de Tell. Le roman est réédité chez Flammarion en 1896 sous le titre Le Journal de guerre du lieutenant von Piefke et agrémenté des illustrations du dessinateur attitré de La Guerre de demain, Paul de Sémant.

## Cycle deLa Guerre de demain

### La Guerre de forteresse
Le premier volume décrit une invasion allemande  dans un avenir proche. Le narrateur, le lieutenant Danrit en garnison dans le fort de Liouville, essuie avec sa troupe une offensive des Allemands. Cependant, malgré  leurs nombreuses tentatives et l'utilisation d'espions allemands se faisant passer pour des Alsaciens, ils ne parviennent pas à prendre le fort grâce à la qualité et l'organisation des troupes françaises. En effet, Émile Driant détaille, à travers ce récit, le fruit de ses réflexions et de son expérience militaire sur les capacités manœuvrières de l'armée française lorsqu'elles sont motivées par une puissante ferveur patriotique.

### La Guerre en rase campagne
Si la fin du premier volume se conclut sur la reprise de l'Alsace-Lorraine par les troupes françaises, la deuxième partie revient de manière détaillée sur la contre-offensive de l'armée française jusqu'à sa victoire finale avec la mort de l'empereur d'Allemagne. Le personnage principal de La Guerre en rase campagne est, cette fois, le lieutenant Crozes du 4e Zouaze.

### La Guerre en ballons
Ce troisième volume qui reprend à nouveau sur le conflit contre l'Allemagne, est l'occasion pour le Capitaine Danrit de spéculer sur les armes aériennes. Le récit débute par la préparation d'une expédition vers le Pôle Nord, sous le commandement du colonel Pinon, à bord d'un ballon dirigeable appelé La Patrie. Au moment du départ de l'expédition, la guerre éclate et le colonel Pinon décide d'utiliser ses capacités contre l'ennemi allemand. Il met alors à profit sa supériorité aérienne afin de surveiller les troupes ennemies en les survolant ainsi qu'en les bombardant à l'occasion, comme c'est le cas lors de l'assaut allemand contre le fort de Liouville raconté dans La Guerre de forteresse.

### Le Journal de guerre du lieutenant von Piefke
En 1896, le Capitaine Danrit écrit une quatrième volume en collaboration avec l'écrivain P. de Pardiellan, de son vrai nom Pierre Guillaume Auguste Veling. Dans ce roman, les auteurs offrent le point de vue ennemi des événements narrés dans La Guerre de forteresse à travers celui d'un officier allemand, le lieutenant von Piefke. 
Comme pour ses romans précédents, lesquels sont l'occasion pour le Capitaine Danrit de déverser sa haine contre les Allemands, Le Journal de guerre du lieutenant von Piefke, bien qu'il se présente comme la contre-partie prussienne du premier volume, est une nouvelle fois un prétexte de l'auteur pour insister sur les exactions allemandes en territoire français.